# Adiatunnus
Adiatunnus (auch Adietuanus, Adiatonnus, Adcatuannus und Adsatuannus) war ein keltischer Heerführer und König.
Adiatunnus war der Befehlshaber des keltischen Stammes der Sotiates in Aquitanien. Im Jahr 56 v. Chr. verteidigte er das Oppidum des Stammes, Sot(t)ium, gegen die Römer unter Publius Licinius Crassus. Nachdem ein Ausbruchsversuch mit 600 Mitkämpfern (soldurii) gescheitert war, musste er sich den Römern ergeben. Nach der Niederlage verblieb Adiatunnus offenbar im Amt oder wurde vom Senat als König eingesetzt. Aus der Zeit Gaius Iulius Caesars sind Silber- und Bronzemünzen bekannt, auf denen er als REX ADIETUANUS  und REX SOTIOTA bezeichnet wird.
Adiatunnus ist ein Namenskompositum aus ad-ia(n)tu- – „eifrig (nach der Herrschaft) strebend“.